# Oberoende greker
Oberoende greker (Anel) (grekiska: Ανεξάρτητοι Έλληνες) är ett nationalkonservativt och högerpopulistiskt parti i Grekland bildat år 2012 som en utbrytning från konservativa Ny demokrati i protest mot den åtstramningspolitik som förts i landet till följd av Greklands skuldkris. Partiledare är grundaren Panos Kammenos. Partiet ingår sedan 26 januari 2015 i den grekiska regeringen efter en koalition med det vänsterradikala partiet Syriza. Partiledaren ingår i regeringen som Greklands försvarsminister.

## Historia
Oberoende greker bildades 24 februari 2012 efter att Panos Kammenos uteslutits från sitt gamla parti, Ny demokrati, för att ha röstat mot den styrande koalitionsregeringens åtstramningsbudget. De flesta av det nya partiets ursprungliga parlamentsledamöter var avhoppare från Ny demokrati och utan att ens ha ställt upp i ett val erhöll Oberoende greker totalt 11 mandat i parlamentet.
I nyvalet i maj 2012 vann man 33 mandat i parlamentet. I nyvalet i juni 2012 vann man 20 mandat. 

## Politisk plattform
Oberoende greker är fientligt inställd till mångkulturalism och immigration och vill deportera samtliga illegala immigranter från landet.[källa behövs] Man vill även utveckla ett utbildningssystem baserat på grekisk-ortodox lära. Partiet har dock uppmärksammats mest för kritiken av den ekonomiska åtstramningspolitiken och villkoren för nödlånen från IMF och eurozonen som man menar har underminerat Greklands suveränitet. Kammenos har stämplat de grekiska politiker som godkände nödlånen som "förrädare" och menar att landet är offer för en internationell konspiration. Partiledaren har sagt att "Europa styrs av tyska nynazister" och partiet kräver att Tyskland skall betala krigsskadestånd som ersättning för de skador Grekland och det grekiska folket led på grund av det tyska angreppskriget på landet och det åtföljande ockupationen.